# 何甘棠
何甘棠（1866年9月16日—1950年1月14日），本名何啟棠， 字棣生，是香港望族何啟東家族成員，曾任怡和洋行買辦等職，為香港著名商人及社會活動家。是富商何東及何福的同母異父之弟，何甘棠非荷蘭籍猶太人何仕文跟施娣所生的兒子，而是施娣与中國男子郭兴贤所生的兒子，纯粹华人一名，何甘棠在何仕文离开香港前出生，何甘棠出生后，何仕文的儿子，弟弟何启佳出生，因而何甘棠经常被误认为是何仕文的儿子。何仕文离开香港后，28岁的施娣投靠老相识郭兴贤嫁给他做四妾。施娣与郭兴贤生活一段时间后带着两个与郭兴贤所生的女儿何瑞婷、何柏娟离开郭家。但施娣与郭兴贤所生的最小的儿子，后来夭折的郭茂超留在郭家没有带走。

## 生平
何甘棠早年就讀於香港中央書院（今皇仁書院）何仕文当时已经离开香港，何甘棠的学费由谁付？潜在的可能，一、何仕文或何仕文留给施娣的财富，二、郭兴贤，三、施娣与何东姐夫蔡昇南预先谈好嫁女条件，学费由蔡昇南付，四、或者是集合了以上三个人的财富，用来付孩子们的学费，但历史没有任何记载成为未解之谜。历史没有任何记载成为未解之谜。畢業後，在渣打洋行經營保險、糖業等生意。後在中國內地及澳門、東南亞遍設商號，經營金融、糖業、花紗、煤炭、雜貨等業務。何甘棠曾經在香港獲得鴉片專利權，向大清輸出英國貨。1911年，何甘棠辭去渣打洋行職務，十年後的1921年更將各地商號結束，專注於社會公益事業。
何甘棠曾多次出資襄助學校和醫院建設。1904年，香港疫症流行，何甘棠與馮華川、劉鑄伯等創辦公立醫局，免費開診。1906年，出任東華醫院理事會主席，創立廣華醫院。1908年，任職潔淨局時，極力為華人爭取自治自理權。1915年，創辦聖約翰救傷隊香港分會。職是之故，英皇佐治五世曾分別在1924年及1925年頒授他「聖約翰官佐勳銜」及「聖約翰爵士勳銜」。以表揚其對香港聖約翰救傷隊的創立及發展的貢獻。此外，1922年、1924年，香港政府擬任命何氏為定例局議員，均辭不就。歷任太平局紳、保良局紳、團防局紳等職。
1927年，何甘棠與容顯龍兩人在港督金文泰爵士協商下，成為由英國人所創立的香港賽馬會之首批華人會員，當時賽馬會長期拒絕華人參與，此後亦漸漸為華人爭得了參賽資格。1942年2月10日，香港正值日治時期，何甘棠獲委任為「香港競馬會」之首任主席及賽事裁判。翌年，何甘棠以年老為由辭任，戰後復稱香港賽馬會。
何甘棠一生曾四次獲得國民政府授予的嘉禾勳章。1924年，英國聖約翰救傷總會授予爵位獎章及慈善銀獎章。1928年，英國政府授予OBE勳章。

## 家庭

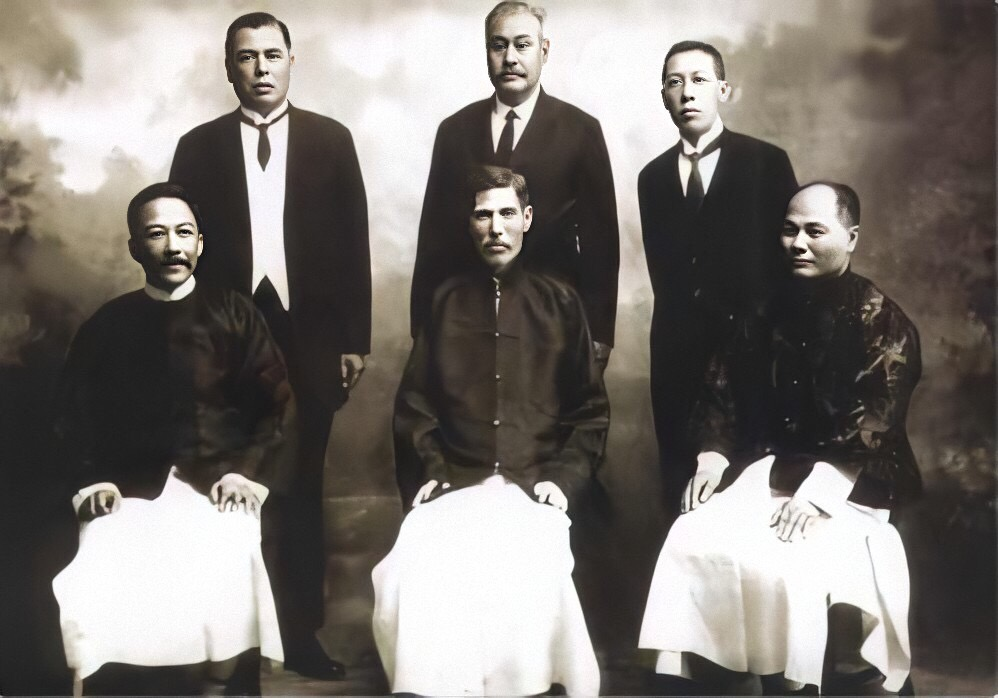
前排左起︰劉鑄伯、何東、何甘棠，後排左起︰何福、陳啟明、羅長肇。

何甘棠正妻是混血儿施連玉（Edith McClymont），何甘棠是纯粹华人，但是他来自香港歐亞混血兒家族的何东家族，因而和混血儿群体常有交集。有12名妻妾（不包括情婦），子女多達30餘人，其中較為著名者有四子何世威，曾在政府供職，擔任華人永遠墳場管理委員會秘書等職。此外，三女何愛瑜(何柏蓉)是何甘棠跟一位居住在上海的情婦本身是欧亚混血儿的张琼仙所收養的歐亞混血兒。何愛瑜是李小龍生母。當年何甘棠在家中開台看戲，李小龍的父親李海泉是粵劇名伶，因工作關係在甘棠第邂逅何甘棠的女兒何愛瑜，因戰爭關係李海泉與何愛瑜移居美國，生下李振藩，後稱「李小龍」。
依據大排行，何甘棠家族稱為何五宅，何甘棠則為之取名為何昌善堂。
- 施娣
  - 何啟棠（何甘棠），字棣生（施娣與中國男子郭兴贤所生）[2]
    - 何世傑＝Winnie Choa （蔡立志女兒）、董琰瓊[5]
      - 何鴻圖＝鮑幗卿
        - 何猷善＝陳瑞梅

      - 何晴翠（Pansy）＝許偉麟
        - 許佐庭
        - 許佐倩

      - 何鴻書
      - 何鴻基＝田島了子
      - 何晴霞（Lilian）＝張贊臣
        - 張天賜
        - 張天娜

      - 何鴻業（John）＝高寶燕
      - 何鴻惠
      - 何鴻迪（Richard）＝楊琇玲
      - 何晴笑（Wendy）＝蘇洪熹
        - 蘇嘉偉
        - 蘇倩雯

      - 何鴻亨（全由董琰瓊所出）

    - 何世華＝施瑞芳（May，又名瑜芝）[6]
      - 何晴熹（Connie）＝羅志雄
        - 羅慕賢

      - 何晴灝（Gertrude）＝趙汝南
        - 趙崇遠
        - 趙崇珊
        - 趙子鳳
        - 趙夏湄

    - 何世文＝鄧愛華（Ivy）
      - 何晴麗（Rita）
      - 何鴻堯（養子）
      - 何寶珠（養女）

    - 何世昌＝黎宗愉
      - 何鴻發（Gerald）
      - 何晴暉（Jane）

    - 何世安
    - 何世樂＝趙慧真
      - 何鴻森（Peter）
      - 何鴻星
      - 何晴朗

    - 何世康
    - 何世健
    - 何世威＝張意蓮
    - 何世勇＝麥碧嬋
      - 何耀明（Simon）
      - 何慧敏（Vivien）
      - 何慧玲（Miranda）
      - 何慧姬
      - 何慧蘭

    - 何世雄＝羅瑞英
      - 何智慧（Sabrina）
      - 何智穎（Belinda）
      - 何智聰（David）
      - 何智明（Christina）

    - 何世剛＝周式宜
      - 何宏達（Stanley）
      - 何宏恩（Stephen）

    - 何世強
    - 何世猛＝黃美芙
    - 何世烈
    - 何世吉
    - 何柏齡（Elizabeth）＝謝家寶（Simon）
      - 謝德安（Andrew）＝何婉璋（Priscilla）（何東弟何福之子，何世光之女）
        - 謝天祐
        - 謝天賜

      - 謝珮賢（Lucy）
      - 謝俏賢（Agnes）
      - 謝慧賢（Mary）
      - 謝瑞賢（Ann）
      - 謝琮賢（Kitty）= 張榮冕

    - 何柏貞（Elsie）＝蔡寶耀（蔡立志兒子，另有一妾董氏）
      - 蔡慧中（Agnes）
      - 蔡慧媛（Mollie）
      - 蔡慧真（Phyllis）
      - 蔡慧鴻（Leatrice）
      - 蔡慧箴（Daisy，董氏所出）
      - 蔡永業（Gerald，董氏所出）

    - 何柏堅（Flora）＝伍朝恩
    - 何柏頤
    - 何柏韶（Pansy）
    - 何柏芳（Rebecca）＝彭秀山（Peter）
      - 彭綺玲（Jenny）
      - 彭婉玲（Ruby）
      - 彭楚玲（Winnie）
      - 彭翠玲（Becky）
      - 彭福玲（Angela）
      - 彭建成（Peter）

    - 何柏端（Jeneive）
    - 何柏瑞（Nancy）＝林顯光
    - 何柏嫦（Rose）＝馬煊洪（Charles）
      - 馬寶珠（Rosaline）
      - 馬寶洸（Philip）
      - 馬寶姍（Christina）

    - 何柏娥（Stella）＝麥志顯（Peter）
      - 麥信安（Anthony）

    - 何柏奔
    - 何柏顏
    - 何柏媛（Monica）＝郭生材（Philip）
      - 郭澍堅（Eric）
      - 郭雅倩（Serena）

    - 何柏蓉（一名愛瑜，何甘棠與情妇本身是欧亚混血儿张琼仙所收養的歐亞混血兒）（1907年-1996年）＝李海泉
      - 李秋圓（Phoebe）
      - 李秋勤（Agnes）
      - 李忠琛（Peter，1939年—2008年）＝林燕妮（離婚）、張瑪莉
        - 李凱豪（林燕妮所出）
        - 李偉豪（張瑪莉所出）
        - 李珏頤（張瑪莉所出）

      - 李振藩（李小龍，Bruce Lee）＝蓮達
        - 李國豪
        - 李香凝

      - 李振輝（Robert）＝ 黎小斌（藝名森森，離婚）
        - 李嘉豪

## 甘棠第

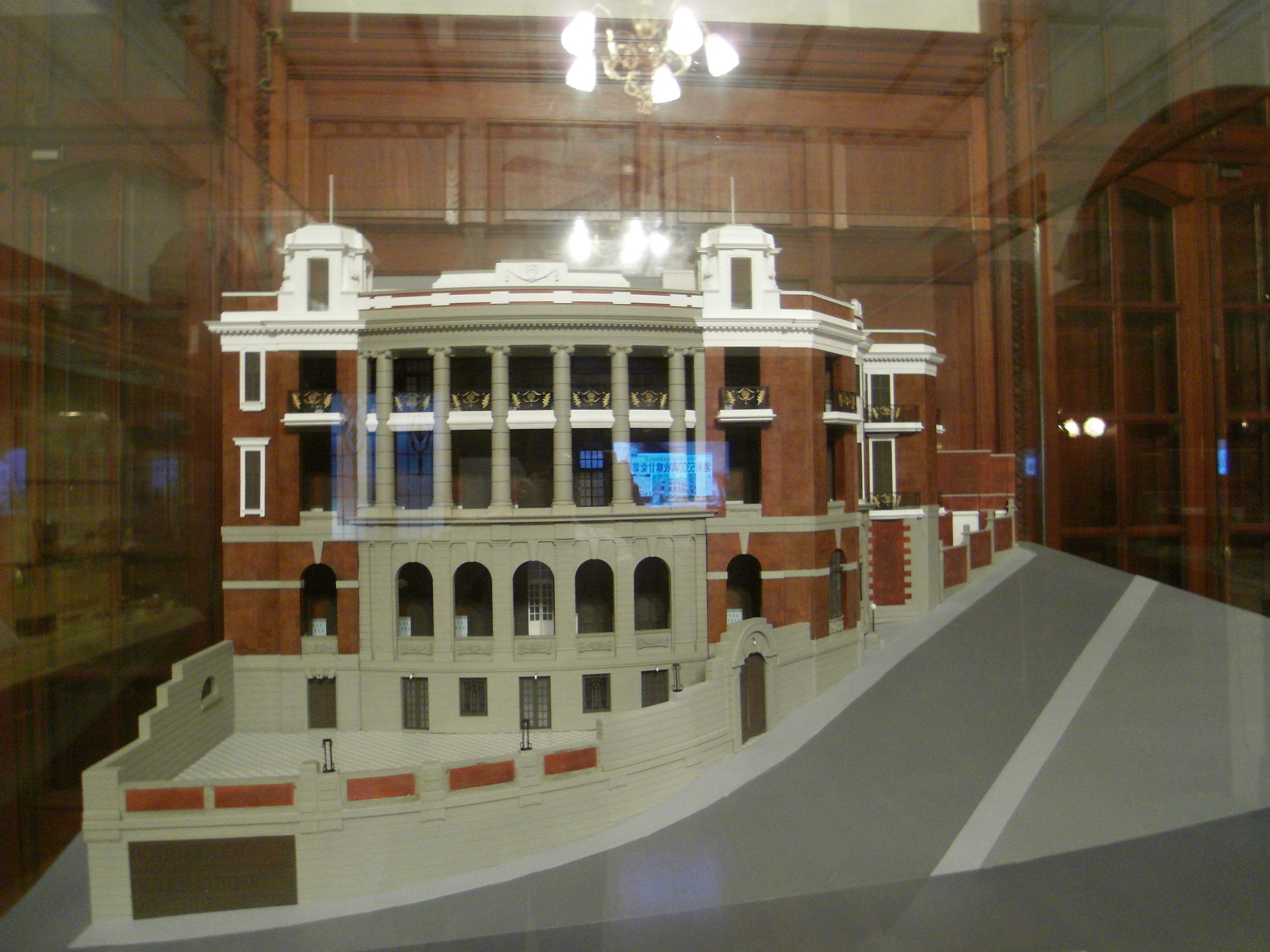
甘棠第的建築模型

甘棠第為何甘棠住宅，始建於1914年。何甘棠去世後，何氏家族於1960年將之售予鄭氏家族，其後鄭氏又將其轉讓與耶穌基督後期聖徒教會。2002年，該教會擬將之清拆，於原址建立一座宗教暨教育中心。2004年，政府以港幣五千三百萬元向教會收購甘棠第，並耗資九千一百萬元作修葺，設立孫中山紀念館，介紹孫中山的生平事蹟、革命活動與及其香港的關係。紀念館於2006年底啟用，時值孫中山140週年誕辰。